# Огузька держава
Огузька держава або Огузьке ябгуство — ранньосередньовічна тюркська держава, що утворилося внаслідок занепаду Тюргеського каганату і Канагрського союзу у 750-х роках. Занепало у середині XI ст. внаслідок внутрішніх повстань та військового тиску кипчаків. Більшість земель зайняло Кипчацький каганат.

## Історія
Спочатку племена огузів мешкали в Семиріччі. Вони були васалами Тюркського каганату. З розпадом останнього 604 року утворюється огузький союз племен. Втім тривалий час не відігравали помітної ролі. Лише у 740-х роках почали боротьбу з карлуками за землі занепадаючого Тюргеського каганату. Програвши боротьбу у 750 році рушили на північний захід — гори Каратау й долину річки Чу. Тут створено Огузьку державу.
За цим на початку 760-х років спільно з кимаками завдали поразки Кангарському союзу, що розпався. Більшість кангарів увійшло до Огузької держави. Проте війни з карлуками, і кимаками тривали до 775 року, коли зрештою частково вдалося зміцнити кордони володінь.
Значні землі, що контролювали огузами дали змогу сучасникам надати їм назву Огузький степ (зберігалася до приходу сюди кипчаків в середині XI ст.). У 839—840 роках відбулася війна з державою Тахіридів, де огузам було завдано поразки. У 880 році західні кангари повстали й рушили на захід. 890 року встановлено мир з Хозарським каганатом.
У 910-х роках частина огузьких племен перейшла під владу хозарського кагана. У 965 року Буран-ябгу уклав союз з великим князем Київським Святославом Ігоровичем проти Хозарського каганату. Поразка останнього 969 року дозволило огузькому ябгу розширити владу до річки Яїк та Пониззя Волги.
У 985 році Алі-ябгу уклав з великим князем Київським Володимиром Святославичем військовий союз проти Волзької Болгарії. Невдовзі союзники атакували супротивника. Війна тривала з перемінним успіхом і незабаром було укладено мир, що переважно закріпив статус-кво, але огузи отримали переваги у важливих торгівельних містах в Пониззі Волги.
Утім вже в 980-х роках відбувається низка повстань невдоволених податками, що суттєво послаблює державу. Водночас відбувся заколот частини огузів-кініків з групи племен ючок на чолі з сюбаші Сельджуком. Алі-ябгу вдалося з великими труднощами придушити усі заворушення. Тому Сельджук поступив на службу до саманідського еміра Нуха II. Цими складнощами скористалася Волзька Болгарія, що відтиснила огузів за Яїк та від гирла Волги.
Нове піднесення держави відбувається за ябгу Шахмеліка. Спочатку зміцнив владу серед огузів та інших васальних племен, що на час розгардіяжу стали майже незалежними. Потім остаточно встановив кордон з Волзькою Болгарією річкою Яїк, а Пониззя Волги стало спільним володінням. У 1020-х роках відвоював Дженд у Сельджукидів, які в цей час запекло боролися з Газневідами. З 1034 року укладає союз з останніми й починає кампанії з підкореннян Хорезму, що завершилася успіхом 1041 року. Але вже 1042 року зазнав поразки від Сельджукидів, що захопили Хорезм.
З цього часу починається занепад держави. Наступні ябгу боролися за незалежність від Сельджукидів, проте протягом 1040-х років було втрачено ключові міста Дженд і Сигнак, а також столицю Ягнікент. Цим скористалися кипчаки, що після розпаду Кимацького каганату рушили на захід. У 1050—1055 роках Огузька держава була знищена останніми. Частина огузів рушила на південь, де перейшла на службу сельджуцьким султанам. Інша рушила на захід, де в руських літописах стала відома як торки.

## Територія
Охоплювали землі від Пониззя Волги, Іргизу і Уралу до Кара-Бугазу, включно з Мангишлаком, долину Сирдар'ї, передгір'я Каратау. На півночі межували з куманами, на півдні — Саманідською державою і Хорезмом (згодом Сельджуцькою імперією), північному заході — Волзькою Болгарією, південному сході — Караханідською державою, північному сході — Кимацьким каганатом.
Мешкали напівкочові і кочові племена огузів, халаджі, джагра, чаруків, карлуків, еймурів, і баїндірів, каї. За свідченням Махмуда аль-Кашгарі власне огузи загально мали 24 племені, що поділялися на 2 групи: 12 племен — союз бозоків («сірі стріли»), 12 племен — союз ючок («три стріли»). Бозоки користувалися більшими привілеями.

## Устрій
На чолі стояв ябгу. У X ст. після визнання номінальної зверхності Багдадського халіфата отримав титул малік аль-гузійя (володар гузів). Обирався з представників з найбільш могутніх родів огузів. Влада ябгу обмежувалася радою великої племінної аристократії (як залишок військової демократії). Наприкінці Х ст. склався апарат управління і система регулярних зборів податків. Столицею огузского держави став Янгікент, що знаходився на старому караванному шляху, межі кочового світу з осіло-землеробською культурою.
Ябгу мав співволодаря (кюль-еркіна) й радників. Спадкоємці називалися інал, для виховання яких в дитинстві призначалися спеціальні опікуни — атабеки. Дружини правителів носили титул хатун і відігравали значну роль в політичному житті. Важливе місце також займав головнокомандувач (сюбаші), що спирався на військову раду і активно втручався в політичні події. 
Суспільство поділялось на “атлиґ”, тобто “шляхетні” і “кара-ігіл-бобун” – “чорний народ” (звичайних кочівників).
Держава поділялася на уруки (родові підрозділи) і аймаки. Роди і племена, об'єднані до складу більших племінних союзів, називалися іль.

## Господарство
Написи на монетах ставилися до хорезмійським письмом, що говорить про величезний вплив хорезмійської культури на формування державної та грошової системи держави Огуз.

## Право
Керувалися збірками неписаних правил звичаєвого права — торі.

## Культура
Спочатку основу становило тенгріанство, шаманізм, але у X ст. поступово став поширюватися іслам. Вже у XI ст ябгу та знать були ісламізовані.
Археологічні пам'ятки огузів представлені невеликими земляними курганами або похованнями, здійсненими в насипах старіших курганів. Померлих ховали в могилах прямокутної форми, часто перекритих дерев'яним настилом. Над похороненим розміщувалися шкура або опудало загнузданого коня. Відмінна особливість огузьких поховань — багатство супровідного речового комплексу. Окрім обов'язкових вудил і стремен зустрічаються срібні прикраси кінської вузди і деталі поясної гарнітури, бронзові копоушки і нашивання на костюм у вигляді стилізованих пташиних фігурок.